# يوهان كريستيان هاس
يوهان كريستيان هاس (بالألمانية: Johann Christian Hasse) ‏(24 يوليو 1779 في كيل - 18 نوفمبر 1830 في بون) كان باحثًا قانونيًا ألمانيًا.